# Ázerbájdžán na Zimních olympijských hrách 2002
Ázerbájdžán na Zimních olympijských hrách 2002 v Salt Lake City reprezentovali 4 sportovci ve dvou sportech.